# POLIKS
POLIKS bedeutet Polizeiliches Landessystem zur Information, Kommunikation und Sachbearbeitung. Es handelt sich dabei um ein IT-Verfahren, das der Berliner Polizei als zentrales IT-Verfahren für alle Bereiche der Vollzugspolizei und als Schnittstelle zu anderen IT-Verfahren des Landes (z. B. EWW, Automatisiertes Staatsanwaltschaftliches Auskunftssystem) und des Bundes (z. B. BKA-Anwendungen (INPOL), Kraftfahrt-Bundesamt-Verfahren (ZEVIS), Ausländerzentralregister, Bundeszentralregister) dient.
POLIKS gliedert sich in die Bestandteile Vorgangsbearbeitung (Strafanzeigen, Verkehrsunfälle usw.) und Informationssystem (Auskunft und Recherche- und Statistikfunktionen).
Das System wurde vom IT-Dienstleister gedas, einer IT-Servicetochter des Volkswagenkonzerns, entwickelt und nach fünf Jahren Entwicklungszeit (Start 2000) im März 2005 eingeführt. POLIKS löste damit nach über 30 Jahren das alte „Informationssystem Verbrechensbekämpfung“ (ISVB) ab.
Die Kosten beliefen sich auf insgesamt 73 Millionen Euro, wobei der größte Anteil für den Auf- und Ausbau der IT-Infrastruktur verwendet wurde.
Von den sachbearbeitenden Dienststellen der Berliner Polizei wurde anfangs teilweise die komplizierte und zeitaufwendige Vorgangsbearbeitung (im Vergleich zur früheren, papierbasierten Vorgangsbearbeitung) bemängelt, während das System von Seiten der Schutzpolizei eine Vereinfachung der Arbeitsabläufe erbrachte. Mittlerweile hat sich die Akzeptanz des Systems in allen Dienststellen stark verbessert, da das System permanent verbessert und an die Bedürfnisse der Nutzer angepasst wird.
Das System wird von der Berliner Polizei permanent weiterentwickelt, seit Produktivstart im März 2005 sind (Stand 12/2009) bereits neun Versionen mit teilweise umfangreichen Erweiterungen und Verbesserungen verteilt worden. Im Juli 2009 wurde der Öffentlichkeit erstmals eine Variante für mobile Endgeräte vorgestellt. Das sogenannte mPOLIKS haben Informatiker der Freien Universität Berlin in Zusammenarbeit mit der Berliner Polizei entwickelt.
Ursprünglich plante auch die Polizei Brandenburg die Übernahme des Berliner Polizeisystems Poliks. Unter anderem aufgrund der Anlaufprobleme entschied sie sich jedoch für das Vorgangbearbeitungssystems ComVor, das zunächst von der Polizei Hamburg selbst entwickelt wurde und inzwischen auch von der Polizei Baden-Württemberg und der Polizei Hessen eingesetzt wird. Die Polizei Nordrhein-Westfalen plante, das auf Poliks basierende System ViVA (Verfahren zur integrierten Vorgangsbearbeitung und Auskunft) ab Mai 2016 einzusetzen. Die POLAS-vergleichbaren Funktionalitäten von ViVA werden seit Februar 2017 flächendeckend eingesetzt. Die Vorgangsbearbeitung über ViVA soll ab Mitte 2017 schrittweise eingeführt werden.

## Technik
Die POLIKS-Arbeitsplätze (Stand Mai 2005: insgesamt 8190) teilen sich auf in 4575 für die Schutzpolizei und 3615 für die Kriminalpolizei. Insgesamt wurden im Rahmen von POLIKS 7040 Personal Computer, 331 Notebooks, 7273 Monitore, 5185 Drucker und 805 Scanner angeschafft.
Mittlerweile (Stand 12/2008) sind ca. 12.000 PCs, davon rund 10.000 für den Exekutivbereich angeschafft worden. 20.000 Polizisten wurden in das System eingeführt.
Abfragen zu Personen oder Fahrzeugen werden vom Polizeisystem innerhalb von maximal zehn Sekunden beantwortet. Komplexere Datenrecherchen sowie Abfragen bei anderen Stellen wie dem BKA oder beim Landeseinwohneramt bearbeitet ein gesonderter Server im Hintergrund parallel. Die Kernabläufe wurden von einem „Formularwald“ mit 350 Formblättern auf 33 reduziert.
POLIKS basiert auf einer serviceorientierten Architektur. Das Frontend ist Windows-basiert und das Backend war zunächst Unix-basiert (HP-UX) und wurde seit Mitte 2008 sukzessive auf Linux umgestellt. Für die Kommunikation zwischen Clients und Zentralsystem wird XML – SOAP verwendet.
Das Hosting der Netzwerkarchitektur, der Betrieb und die Wartung erfolgen beim IT-Dienstleistungszentrum Berlin (ITDZ), dem vormaligen Landesbetrieb für Informationstechnik (LIT).